# Великолепный рогоносец
«Великолепный рогоносец» (фр. Le cocu magnifique) — пьеса бельгийского драматурга Фернана Кроммелинка. Написана в 1921 году.
Сюжет представляет собою пикантную историю о поэте Брюно, мучимом беспричинной ревностью к своей жене Стелле. В конце концов он заявляет жене, что успокоится лишь тогда, когда все мужчины села, от пятнадцати до шестидесяти лет, пройдут через её постель; тогда, полагал Брюно, он сможет узнать настоящего соперника, который не придёт. Жалея мужа, Стелла какое-то время нехотя повинуется ему, но в итоге сбегает с волопасом Луи.
В первом русском переводе Ивана Аксёнова пьеса называлась «Великодушный рогоносец» и впервые была поставлена в России в 1922 году Всеволодом Мейерхольдом в Театре Актёра. Брюно в этой постановке играл Игорь Ильинский, Стеллу — Мария Бабанова. Критика отметила не только блистательную работу этих актёров и работу режиссёра, но и трансформирующиеся декорации Л. С. Поповой; если актёр Ильинский о декорациях отозвался так: «Одна площадка была для меня комнатой, другая — проходной комнатой в спальню, мостки между ними — соединяющей галереей», то М. Булгаков саркастически описал их в фельетоне «Столица в блокноте» (в разделе «Биомеханическая глава»).
Название «Великолепный рогоносец» принято в более позднем переводе Раисы Линцер.
Пьеса ставилась на сценах драматических театров СССР и России, в частности в Саратовском академическом театре драмы (1984, постановка А. И. Дзекуна), театре «Сатирикон» (1994, постановка П. Н. Фоменко), в Новосибирском городском драматическом театре п/р С. Афанасьева (1995, режиссёр Сергей Афанасьев), в Одесском академическом русском драматическом театре (2016, режиссёр Ольга Меньшикова)